# Університет Осло
59°56′23.77″ пн. ш. 10°43′19.43″ сх. д. / 59.9399361° пн. ш. 10.7220639° сх. д.
Університет Осло (норв. Universitetet i Oslo, англ. University of Oslo, лат. Universitas Osloensis) — найстаріший, найбільший і найпрестижніший університет Норвегії, розташований у столиці країни Осло. Вважається єдиним норвезьким науково-дослідним університетом світового класу. Університет є співзасновником Університетського центру на Шпіцберґені.

## Історія
Університет був заснований у 1811 році як Королівський університет Фредеріка (норв. Det Kongelige Frederiks Universitet, лат. Universitas Regia Fredericiana). Університет був створений за зразком щойно відкритого Берлінського університету і названий на честь Короля Данії та Норвегії Фредеріка VI. Нинішню назву одержав у 1939 році.
Університет має такі факультети: (лютеранський) богослов'я, права, медицини, гуманітарних наук, математики і природничих наук, стоматології, суспільних наук та освіти. Факультет права досі розташований у старому будинку на вулиці Карла Юхана, неподалік від Національного театру, Королівського палацу і Парламенту, у той час як більшість інших факультетів розташовано на території сучасного студентського містечка, що має назву Бліндерн, зведений у 1930-х рр. Факультет медицини розбитий між кількома університетськими лікарнями в районі Осло.
Наразі в університеті навчаються близько 27 000 студентів і працює близько 6100 осіб. Він вважається одним із провідних університетів Скандинавії. У 2007 році університет Осло за Академічним рейтингом університетів світу був визнаний найкращим з університетів Норвегії, 19-м у Європі і 69-м у світі. Також у 2005 році його факультет гуманітарних наук за версією британського журналу Times Higher Education був визнаний найкращим в Скандинавських країнах, посів 5-те місце у Європі і 16-те — у всьому світі. У 2008 році університет Осло посів 177-ме місце у списку найкращих університетів світу за версією Times, у якій його факультет суспільних наук зайняв 104-те місце.
До заснування університету у 1811 році єдиним університетом на теренах Дансько-норвезької унії був університет Копенгагена. Після розпаду цього союзу у 1814 році тісні академічні зв'язки, тим не менш, підтримувалися. Університет Осло був єдиним університетом у Норвегії до 1946 році, тому був тоді відомий як просто «Університет».
Університет Осло є домом п'яти нобелівських лауреатів, до того ж одна з Нобелівських премій (Нобелівська премія миру) присуджується в самому Осло, неподалік від факультету права.

## Структура

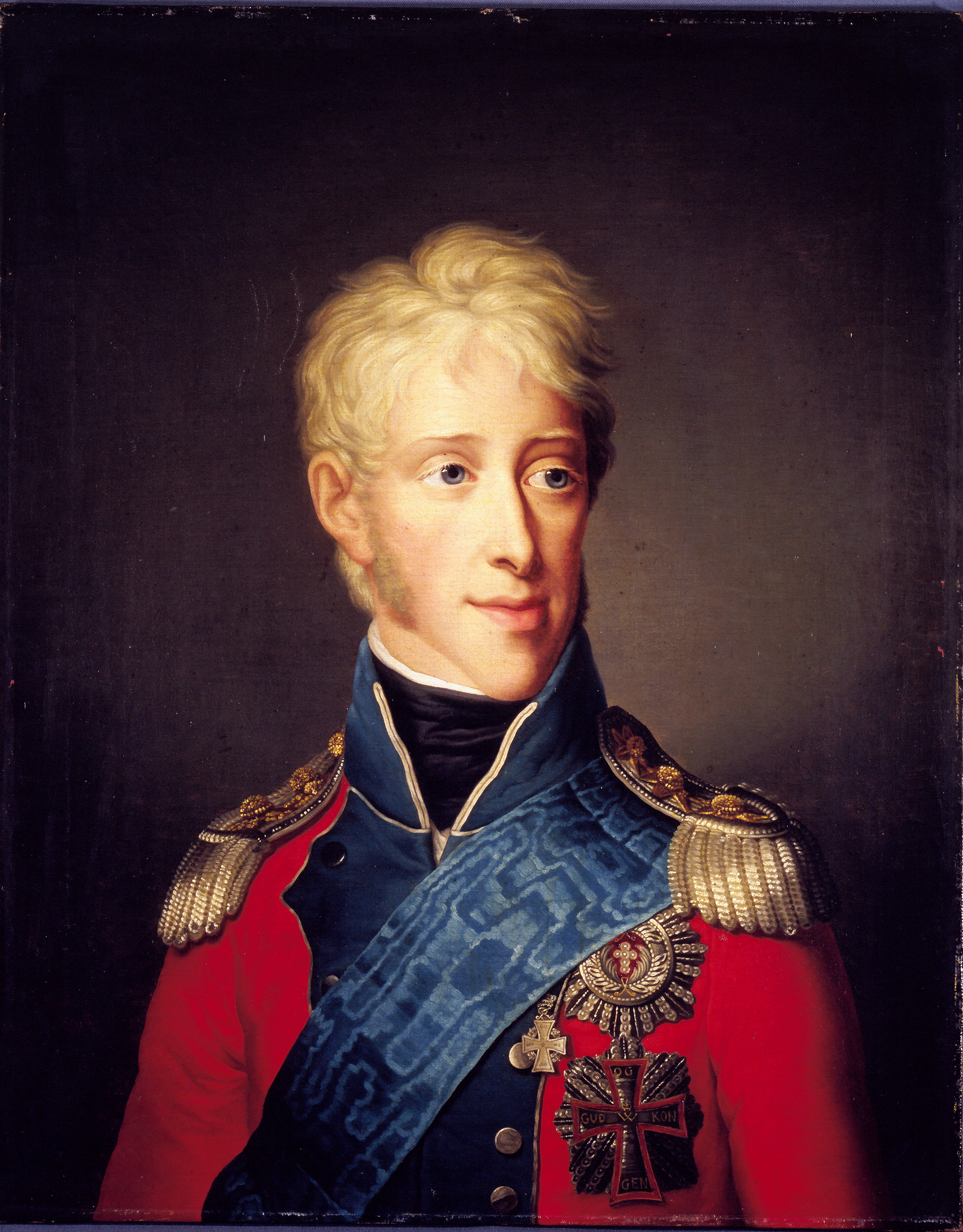
Король Данії та Норвегії Фредерік VI був засновником університету

### Факультет права

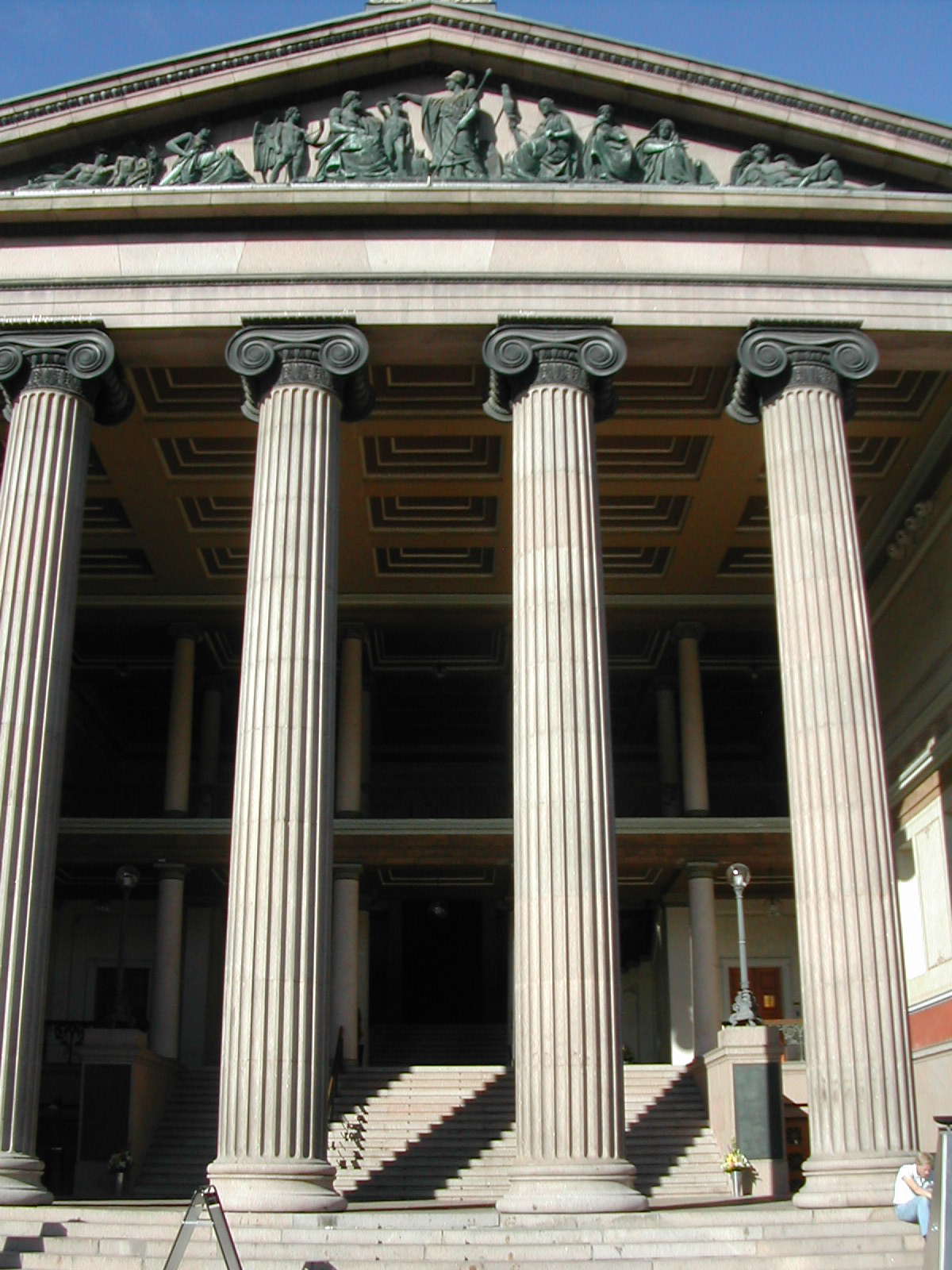
Факультет права

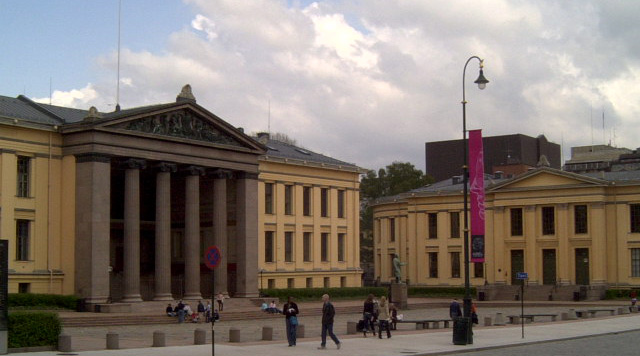
Центральний кампус університету, де зараз розташований лише факультет права. Ці будівлі споруджені під впливом видатних творінь пруського архітектора Карла Фрідріха Шинкеля в Берліні.

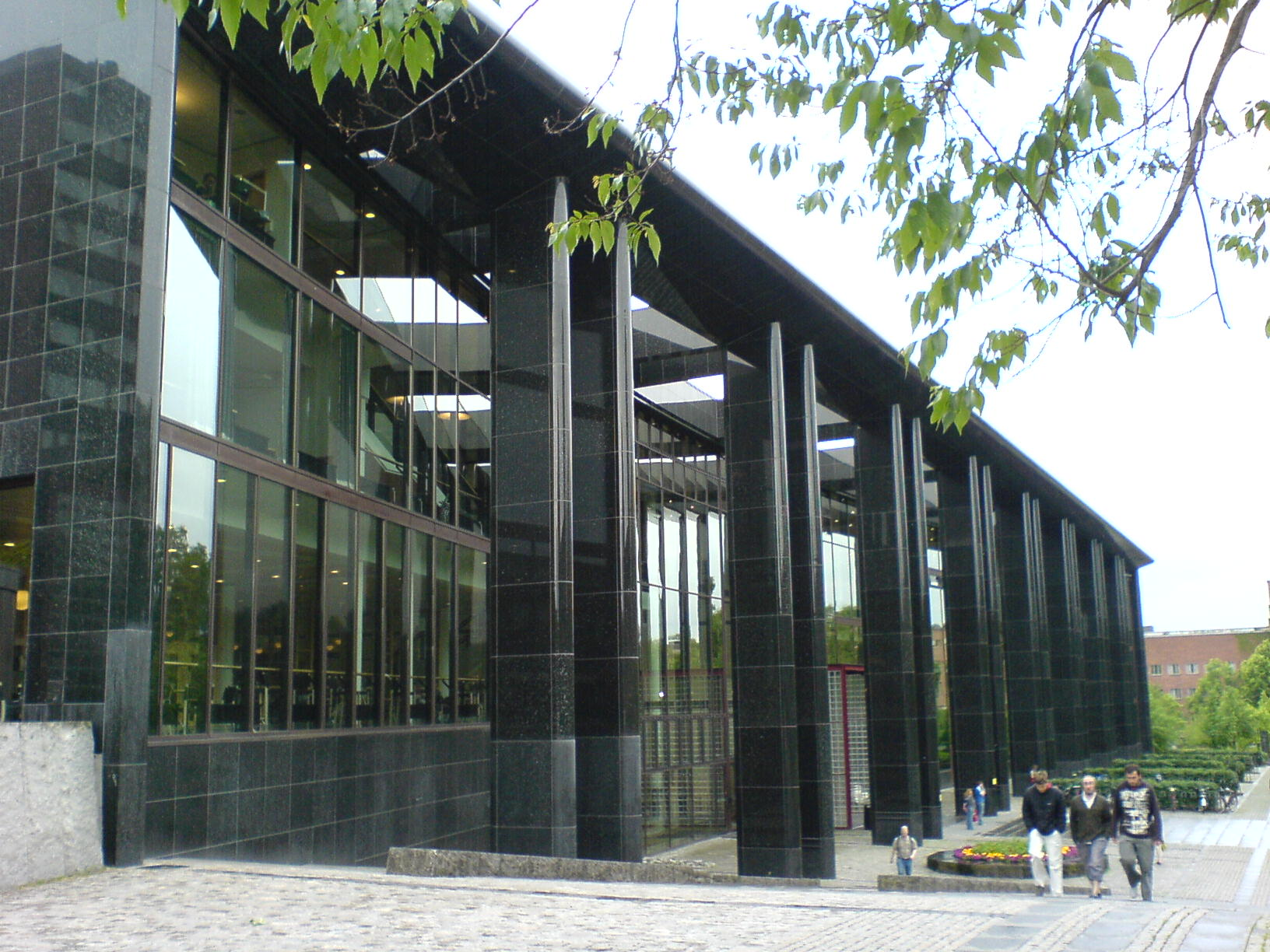
Будинок нової бібліотеки в кампусі Бліндер, містить кабінет книг з мистецтв і суспільних наук.

- Норвезький науково-дослідний центр інформатики і права (NRCCL)
- Кафедра кримінології і соціології права
- Кафедра приватного права
- Кафедра публічного і міжнародного права
- Відділ інформаційної технології та адміністративних систем (SITAS)
- Скандинавський інститут морського права
- Центр європейського права
- Норвезький центр прав людини

### Факультет медицини
- Інститут базових медичних наук
- Інститут лікарської практики і медичного обслуговування
- Інститут психіатрії
- Психосоціальний центр для біженців
- Інститут регулювання здоров'я і економіки здоров'я
- Інститут медсестринської справи і наук про здоров'я
- Відділення факультету: Університетська лікарня в Акері
- Відділення факультету: Університетська лікарня в Акерсхусі
- Відділення факультету: Національна лікарня
- Відділення факультету: Університетська лікарня Уллєвол
- Відділення факультету: Норвезька радієва лікарня
- Центр молекулярної біології та неврології

### Факультет гуманітарних наук
- Кафедра археології, консервації та історії
- Кафедра культурології і східних мов
- Кафедра філософії, класичних мов, історії мистецтва і концепцій
- Кафедра літератури, краєзнавства і європейських мов
- Кафедра лінгвістики і наук про Скандинавію
- Кафедра інформації і комунікації
- Кафедра музикознавства
- Підрозділ цифрової документації
- Центр вчень про Генріка Ібсена
- Центр вивчення розуму в природі
- Норвезький університетський центр в Санкт-Петербурзі
- Норвезький інститут в Римі
- Центр французько-норвезької наукової співпраці в областях суспільних і гуманітарних наук

### Факультет математики і природничих наук
- Кафедра біології
- Кафедра молекулярних біонаук
- Школа фармацевтики
- Інститут теоретичної астрофізики
- Кафедра фізики
- Кафедра інформатики
- Кафедра геонаук
- Кафедра хімії
- Кафедра математики
- Кафедра фізики геологічних процесів
- Центр прикладної математики
- Центр екологічного й еволюційного синтезу
- Центр науки про матеріали і нанотехнології
- Центр підприємницької справи

### Факультет стоматології
- Кафедра оральної біології
- Інститут клінічної стоматології

### Факультет суспільних наук
- Кафедра соціології та суспільної географії
- Кафедра політології
- Кафедра психології
- Кафедра соціальної антропології
- Кафедра економічної теорії
- Центр технології, інновації та культури
- ARENA — Центр європеїстики

### Факультет освіти
- Кафедра вчительської освіти і шкільного розвитку
- Кафедра освіти для людей зі спеціальними потребами
- Інститут освітніх досліджень
- Підрозділ для аутизму
- Центр міждисциплінарних вчень в новій інформаційній і комунікативній технології

### Університетська бібліотека
- Бібліотека медицини і наук про здоров'я
- Бібліотека гуманітарних і суспільних наук
- Бібліотека права
- Бібліотека математики і природничих наук

### Підрозділи під прямим управлінням Вченої ради

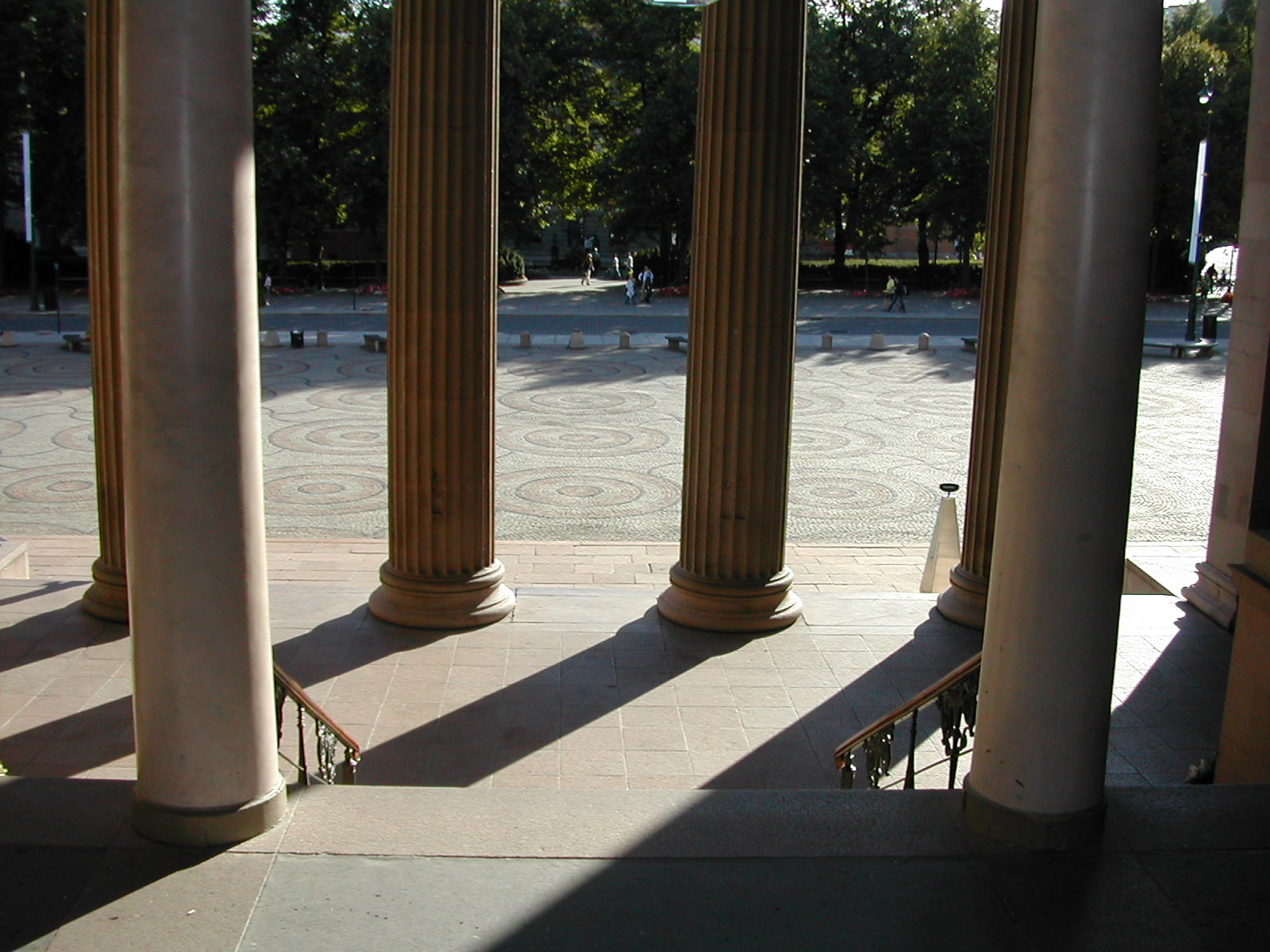
Вулиця Карла Юхана, центральна пішохідна вулиця Осло, вид з будинку факультету права Domus Media

- Центр біотехнології Осло
- Центр наук про жінку і гендерних досліджень
- Центр творчості і довкілля
- Міжнародна літня школа

### Музеї

#### Музей культурної історії
- Історичний музей
- Колекція монет і медалей
- Етнографічний музей
- Музей корабля вікінгів

#### Музей природознавства
- Мінералогічно-геологічний музей
- Палеонтологічний музей
- Зоологічний музей
- Ботанічний сад
- Ботанічний музей

## Відомі викладачі й випускники

### Ректори
Див. також Ректори Університету Осло
- У 2006—2009 роках — Гейр Еллінгсруд

### Нобелівські лауреати
П'ятьох дослідників з університету Осло було нагороджено Нобелівською премією:
- Фрітьйоф Нансен — 1922 — Мир (Хоча наукова робота, яка заробила йому премію, була творінням не Нансена.)
- Раґнар Фріш — 1969 — Економіка
- Одд Гассель — 1969 — Хімія
- Айвор Джайєвер — 1973 — Фізика
- Трюгве Хаавельмо — 1989 — Економіка

### Випускники
Див. також Випускники університету Осло
- Крістіан Лоус Ланге
- Ґру Гарлем Брунтланн
- Кристін Боневі
- Даґфінн Хьойбротен — норвезький політик, колишній лідер Християнсько-демократичної партії.
- Ерік Ларре — норвезький юрист, учасник руху опору, бізнесмен, спортивний чиновник і природоохоронець.

### Почесні доктори
Див. також Почесні доктори Університету Осло
- Алейда Ассман
- Карл Блеген

## Студентське життя
Як усі державні вищи навчальні заклади в Норвегії, університет не стягує плату за навчання. Однак невеликий платіж у розмірі 420 норвезьких крон (приблизно 80 доларів США) кожного семестру сплачується до студентської організації з соціального забезпечення Studentsamskipnaden i Oslo для фінансування дитячих садків, сервісів з охорони здоров'я, культурних та ініціатив з житлового будівництва, щотижневої газети Universitas і радіостанції Radio Nova.